# 托马斯·努达尔
托马斯·努达尔（瑞典語：Thomas Nordahl，1946年5月24日—），生于北雪平，瑞典男子足球运动员，司职中场。他曾代表瑞典国家队参加1970年国际足联世界杯，结果队伍止步小组赛阶段。